# فیفا ۱۶
فیفا ۱۶ (انگلیسی: FIFA 16) یک بازی ویدئویی شبیه‌سازی فوتبال و بیست و سومین شماره از مجموعه بازی‌های فیفا است که توسط شرکت ای‌ای اسپورتس در ۳۱ شهریور ۱۳۹۴ (۲۲ سپتامبر ۲۰۱۵) برای پلتفرم‌های مایکروسافت ویندوز، ایکس‌باکس ۳۶۰، پلی‌استیشن ۳، پلی‌استیشن ۴، آی‌اواس، اکس‌باکس وان، اندروید و ویندوز فون منتشر شد.
فیفا ۲۰۱۶ برای اولین بار شامل تیم‌های فوتبال زنان است. استرالیا، برزیل، کانادا، چین، انگلستان، فرانسه، آلمان، ایتالیا، مکزیک، اسپانیا، سوئد و آمریکا کشورهایی هستند که تیم زنانشان در فیفا ۲۰۱۶ گنجانده شده‌است. ابی وامبچ، مهاجم آمریکایی طراحان فیفا ۲۰۱۶ را کمک کرده‌است تا حرکات یک بازیکن زن را بازسازی کنند.